# Burghard Ciesla
Burghard Ciesla (* 25. November 1958 als Burghard Schmidt; † 29. Januar 2020 in Berlin) war ein deutscher Historiker.

## Leben
Bis zum Jahr 2000 arbeitete Ciesla am Leibniz-Zentrum für Zeithistorische Forschung. Während dieser Zeit verfasste er seine Habilitationsschrift mit dem Titel Als der Osten durch den Westen fuhr: Die Geschichte der Deutschen Reichsbahn in Westberlin. Ab 2000 arbeitete Ciesla als freiberuflicher Zeithistoriker und war an zahlreichen Forschungsprojekten und Ausstellungen beteiligt. Er war Mitarbeiter bei der „Unabhängigen Wissenschaftlichen Kommission beim Bundesministerium der Justiz zur Aufarbeitung der NS-Vergangenheit“ (sogenannte Rosenburg-Kommission).

## Sportler
Burghard Ciesla war ein Judoka und Träger des 1. Kyu. Zum Judosport kam er über die HSG Humboldt als Student. Später war er Mitglied in der Kampfsportschule im Klostergarten. Einer seiner großen Leidenschaften war das Laufen. Er absolvierte 1999 (27. GutsMuths-Rennsteiglauf), den 76 km langen Kanten des Rennsteiglaufs in 08:09 h.

## Veröffentlichungen
- Technikentwicklung und Folgewirkungen Ressourcenprobleme bei der Weltmeeresbewirtschaftung in den 70er Jahren und Varianten zu deren Beseitigung, aufgezeigt am Beispiel der Fischindustrie. In: Gesellschaft und Innovation. Ansatzpunkte und Fragen interdisziplinärer Innovationsforschung (= Studien und Forschungsberichte des Instituts für Theorie, Geschichte und Organisation der Wissenschaft der AdW der DDR. Heft 29), Berlin 1989, S. 170–180.
- Der Übergang zur industriellen Hochseefischerei in der Fischindustrie der DDR in den Jahren 1955 bis 1965. In: Industriezweige in der DDR 1945 bis 1985 (= Jahrbuch für Wirtschaftsgeschichte. Sonderband 1988). Berlin 1989, S. 235–256.
- U-Bahn oder Straßenbahn? Die hauptstädtische Verkehrsplanung der 60er und 70er und die Realisierung des Tatra-Programms bis 1985. In: Berliner Geschichte – Dokumente, Beiträge, Informationen. Heft 11. Stadtarchiv Berlin 1990, S. 10–23.
- (Hrsg.): Johannes Vogler: Von der Rüstungsfirma zum volkseigenen Betrieb. Aufzeichnungen eines Unternehmers der Sowjetischen Besatzungszone Deutschlands von 1945–1948 (= Quellen zur Zeitgeschichte. Band 12). De Gruyter, Oldenbourg 1992. Reprint: 2018, ISBN 978-3-486-55935-4.
- Die Ausgangslage und Entwicklung der zentral geleiteten Fischindustrie in der SBZ/DDR von 1945 bis 1989. In: Werner Plumpe, Christian Kleinschmidt (Hrsg.): Unternehmen zwischen Markt und Macht. Aspekte deutscher Unternehmens- und Industriegeschichte im 20. Jahrhundert (= Bochumer Schriften zur Unternehmens- und Industriegeschichte. Band 1). Essen 1992, S. 154–166.
- Der Spezialistentransfer in die UdSSR und seine Auswirkungen in der SBZ und DDR. In: Aus Politik und Zeitgeschichte. Beilage zur Wochenzeitung Das Parlament. B 49–50/93, 3. Dezember 1993, S. 24–31.
- mit André Steiner: Reparationsleistungen der Industrie der SBZ/DDR1949/50. In: Elke Scherstjanoi (Hrsg.): Provisorium für längstens ein Jahr. Protokoll des Kolloquiums „Die Gründung der DDR“. Berlin 1993, S. 223–230.
- Das Project „Paperclip“ - deutsche Naturwissenschaftler und Techniker in den USA (1946 bis 1952). In: Jürgen Kocka (Hrsg.): Historische DDR-Forschung Aufsätze und Studien. Berlin 1993, S. 287–301.
- Von der Luftkriegsrüstung zur zivilen Flugzeugproduktion. Zur Entwicklung der deutschen Luftfahrtforschung und Flugzeugproduktion in der SBZ und UdSSR, 1945 bis 1954. In: Hans-Jürgen Teuteberg (Hrsg.): Beiträge zur Geschichte der Binnenschiffahrt, des Luft und Kraftfahrzeugverkehrs (= Schriftenreihe der Deutschen Verkehrswissenschaftlichen Gesellschaft.) Reihe B 169, Bergisch Gladbach 1994, S. 179–202.
- mit Arnd Bauerkämper, Jörg Roesler: Wirklich wollen und nicht richtig können. Das Verhältnis von Innovation und Beharrung in der DDR-Wirtschaft. In: Jürgen Kocka, Martin Sabrow (Hrsg.): Die DDR als Geschichte, Fragen-Hypothesen Perspektiven Berlin 1994, S. 116–121.
- „Ihre Deutschen waren besser als unsere“ – Neue Erkenntnisse über den Transfer deutscher Wissenschaftler nach Kriegsende in die USA. In: Sächsische Zeitung. 6. Oktober 1995.
- Demontagen und betriebliche Selbstorganisation in der SBZ. In: Berliner Debatte INITIAL. Zeitschrift für sozialwissenschaftlichen Diskurs. Sonderdruck, Berlin 1995, ISSN 0863-4564, S. 93–100.
- Problemy razvitva aviatsionnoy promyshlennosti v GDR (1954 bis 1961). In: Iz Istorii Avicii i Kosmonavtiki. Russische Akademie der Wissenschaften, Ausgabe 66. Moskau 1995, S. 29–40. (Entwicklungsprobleme der Flugzeugindustrie in der DDR).
- Intellektuelle Reparationen der SBZ an die alliierten Siegermächte? Begriffsgeschichte, Diskussionsaspekte und ein Fallbeispiel - die deutsche Flugzeugindustrie (1945 bis 1946). In Christoph Buchheim (Hrsg.): Wirtschaftliche Folgelasten des Krieges in der SBZ/DDR. Baden-Baden 1995, S. 79–109.
- mit Matthias Judt (Hrsg.): Technology Transfer Out of Germany After 1945. Harwood, Amsterdam 12996, ISBN 3-7186-5822-4.
- mit Michael Lemke, Thomas Lindenberger (Hrsg.): Sterben für Berlin? Die Berliner Krisen 1948:1958. Metropol, Berlin 1999, ISBN 978-3-93248-227-4.
- Freiheit wollen wir! Der 17. Juni 1953 in Brandenburg. Links, Berlin 2003, ISBN 978-3-86153-288-0.
- mit Jürgen Nitsche, Walter Müller: ERWA, Erzgebirgisches Warenhaus: 1945–1949 (wiederentdeckt: ein bewegtes Stück Chemnitzer Geschichte). Süddr. Neumann, Chemnitz 2005, ISBN 978-3-00017-612-8.
- Als der Osten durch den Westen fuhr. Die Geschichte der Deutschen Reichsbahn in Westberlin. Böhlau, Köln 2006, ISBN 978-3-41230-505-5.
- „X-Tage“. Die Währungsreformen in Deutschland 1948. Landeszentrale für politische Bildung Thüringen, Erfurt 2008, ISBN 978-3-93796-735-6.
- mit Dirk Külow: Zwischen den Zeilen. Geschichte der Zeitung »Neues Deutschland«. Das Neue Berlin, Berlin 2009, ISBN 978-3-36001-920-2.
- mit Georg Baumert, Stephan Berndt et al.: Grenzlandmuseum Eichsfeld - Borderlandmuseum Eichsfeld. Ausstellungskatalog. Grenzlandmuseum Eichsfeld, Teistungen 2010, ISBN 978-3-86944-031-6.
- mit Helmut Suter: Jagd und Macht. Die Geschichte des Jagdreviers Schorfheide. be.bra, Berlin 2011, ISBN 978-3-89809-090-2.
- Beiträge in SMAD-Handbuch. Die Sowjetische Militäradministration in Deutschland 1945–1949. De Gruyter, Berlin 2014, ISBN 978-3-486-70857-8.

Der Bevollmächtigte des „Sonderkomitees für Deutschland“ in der SBZ. S. 91–99.
Lokomotivkolonnen. S. 298–300.
Wissenschaftlich-Technische Büros, Entwicklungs- und Konstruktionsbüros. S. 328–331.
- (Hrsg.): Francisca Drechsler, Dietrich Lemke: Das eigene Kaliber einschätzen zu lernen. Biografienatelier 2014.
- (Hrsg.): Francisca Drechsler, Donat Ciesla: Meine Laufbahn war Berufung. Biografienatelier 2015.
- (Hrsg.): Francisca Drechsler, Horst Lyr: Als Wissenschaftler stand ich immer im Widerspruch zur Partei. Biografienatelier 2015.

- Arglistige Täuschung. Ehemalige Stasi-Mitarbeiter in der Polizei des Landes Brandenburg nach 1990. Bebra Verlag, Berlin 2016, ISBN 978-3-89809-115-2.
- (Hrsg.): Francisca Drechsler, Bernd Wefelmeyer: In der Szene hatte ich Freiheit gehabt. Biografienatelier 2018.
- mit Klaus Neitmann (Hrsg.): Francisca Drechsler: Zwischen Pflicht und Freiheit. Lebenswege in der DDR. Band 1: Studien zur brandenburgischen und vergleichenden Landesgeschichte. Lukas, Berlin 2019, ISBN 978-3-86732-325-3.
- Burghard Ciesla, Hans-Friedrich Joachim: Akademischer Kahlschlag : die Geschichte der Forstwissenschaftlichen Fakultät in Eberswalde von 1945 bis zur erzwungenen Schließung 1963. Hrsg.: Ulrich Schulz. BeBra Wissenschaft Verlag, Berlin 2022, ISBN 978-3-95410-029-3.

## Film-Dokumentationen
- Zwischen Oper und Benzin. Der „Tankwart“ aus Cottbus. Autor: Burghard Ciesla, Jürgen Ast. Regie: Jürgen Ast. Länge: 30'. Produktion: astfilm productions im Auftrag des ORB. 1999.
- Als der Osten durch den Westen fuhr. Die Geschichte der Deutschen Reichsbahn in West-Berlin. Autor und Regie: Burghard Ciesla, Daniel Ast, Jürgen Ast. Länge: 45'. Koproduktion:  astfilm productions, RBB. Gefördert mit Mitteln der Bundesstiftung zur Aufarbeitung der SED-Diktatur. 2011.
- Protokoll einer Schließung. Das Ende der Forstwirtschaftlichen Fakultät Eberswalde 1963 Autor und Regie: Burghard Ciesla, Daniel Ast. Länge: 60'. Koproduktion: astfilm productions, HNE Eberswalde. 2013.

## Belege
1. ↑  Das ZZF trauert um seinen langjährigen Kollegen Priv.-Doz. Dr. Burghard Ciesla (1958–2020)
2. ↑  Kampfsportschule im Klostergarten e. V.: Nachruf Burghard Ciesla. Abgerufen am 1. Dezember 2020.

| Personendaten    | Personendaten                   |
| ---------------- | ------------------------------- |
| NAME             | Ciesla, Burghard                |
| ALTERNATIVNAMEN  | Schmidt, Burghard (Geburtsname) |
| KURZBESCHREIBUNG | deutscher Historiker            |
| GEBURTSDATUM     | 25. November 1958               |
| STERBEDATUM      | 29. Januar 2020                 |
| STERBEORT        | Berlin                          |